# Mauritia (palmer)
Mauritia är ett släkte av enhjärtbladiga växter. Mauritia ingår i familjen Arecaceae.
Kladogram enligt Catalogue of Life:
| Mauritia | \| \| Mauritia carana \| \| \| \| \| \| Mauritia flexuosa \| \| \| \| |
|          | \| \| Mauritia carana \| \| \| \| \| \| Mauritia flexuosa \| \| \| \| |
|          | Mauritia carana                                                       |
|          |                                                                       |
|          | Mauritia flexuosa                                                     |
|          |                                                                       |

## Bildgalleri

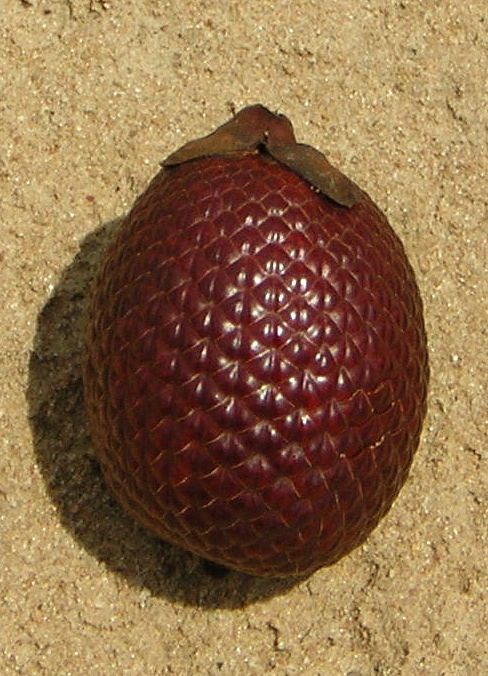
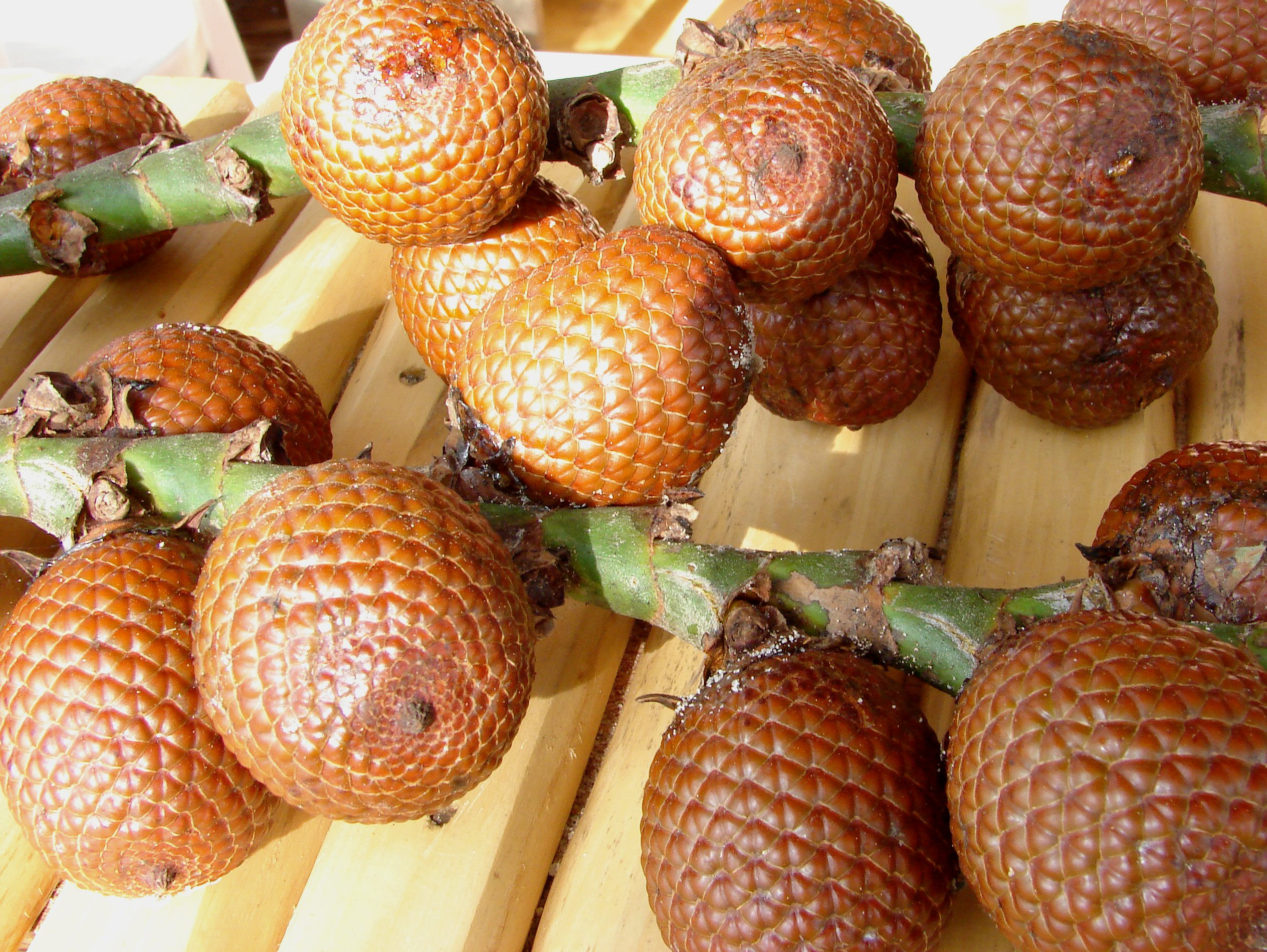
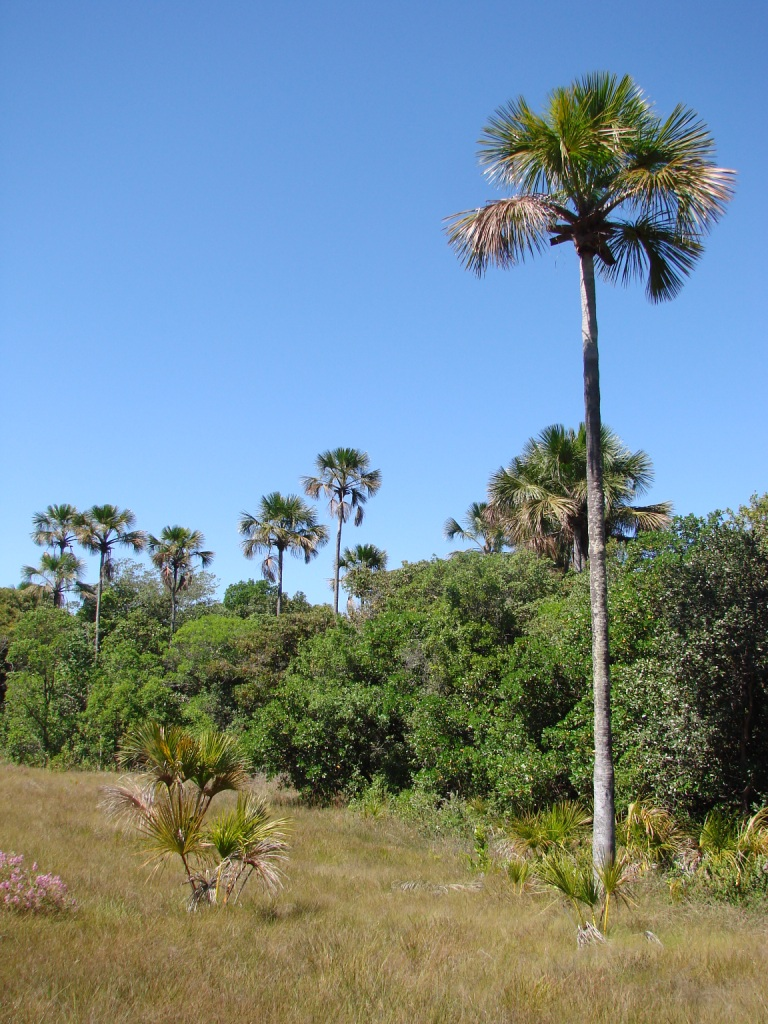
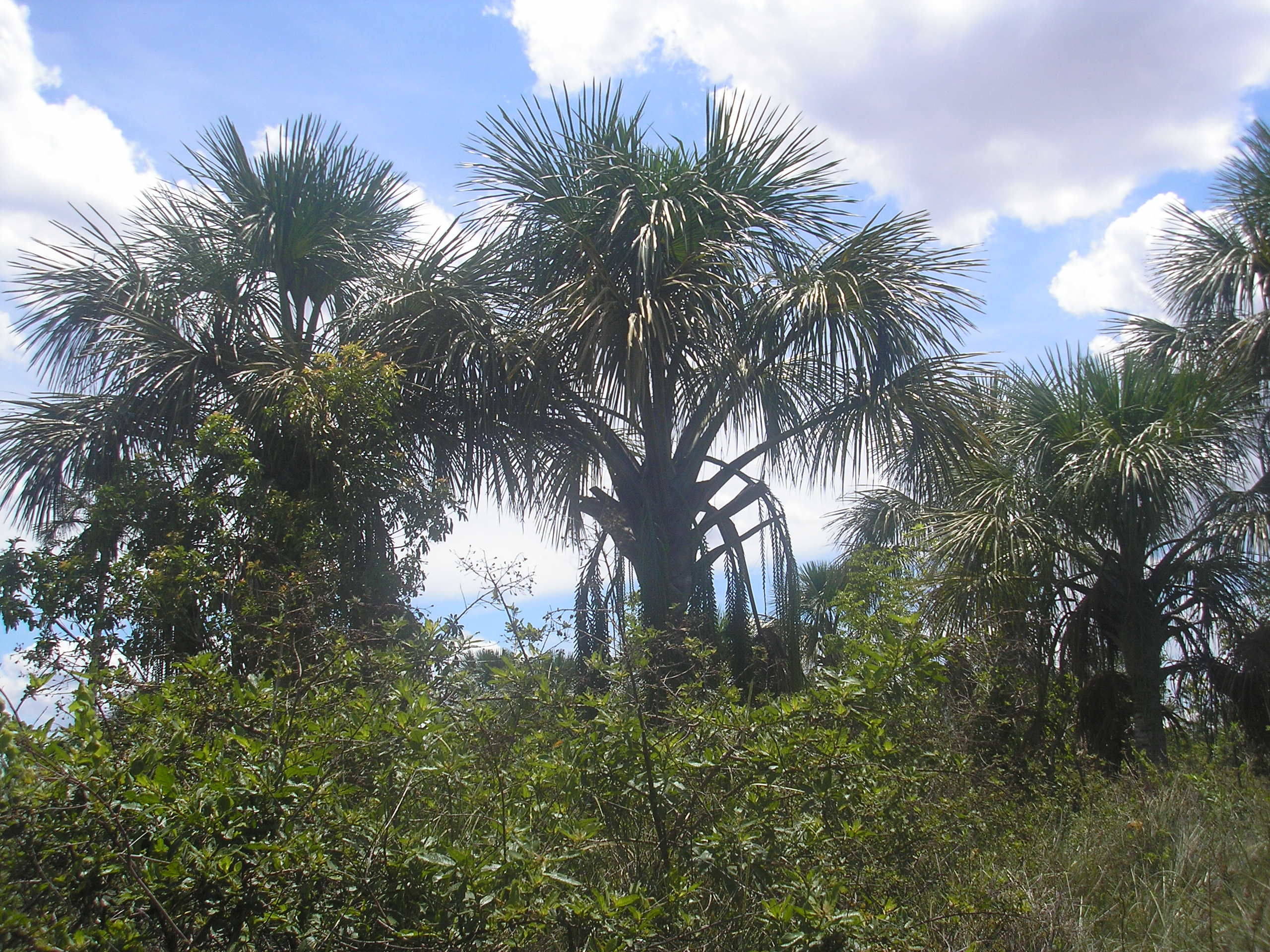